# Kitzbühel
Kitzbühel – miasto w zachodniej Austrii, w kraju związkowym Tyrol, siedziba powiatu Kitzbühel. Leży na wysokości 762 m n.p.m., w Alpach Kitzbühelskich wzdłuż rzeki Ach. Najbardziej znany austriacki ośrodek narciarski w świecie.

## Historia
Ślady pierwszego osadnictwa człowieka w tym rejonie datują się na lata pomiędzy 1100 p.n.e. a 800 p.n.e., kiedy to Ilirowie wydobywali rudy miedzi na wzgórzach w pobliżu obecnego Kitzbühel.
Około 15 roku p.n.e. Rzymianie pod wodzą Oktawiana Augusta rozszerzyli granice imperium poza Alpy i nazwali tę prowincję Noricum. Po upadku cesarstwa zachodniorzymskiego, plemię Bawarów osiedliło się w tym regionie ok. roku 800.
Kitzbühel stał się częścią Górnej Bawarii w roku 1255. Ludwik II, książę Bawarii, przyznał Kitzbühel prawa miejskie 6 czerwca 1271 roku i nakazał zbudować potężny mur wokół miasta. W ciągu następnych wieków miasto stało się centrum handlu, stale się rozwijało i nigdy nie zostało dotknięte przez wojny. W związku z tym mury obronne miasta zostały rozebrane do pierwszego poziomu, a cegły z rozebranego muru zostały wykorzystane do budowy nowych domów.
Kiedy Małgorzata Maultasch wyszła za mąż za Ludwika V Bawarskiego w 1342, Kitzbühel zostało połączone z Tyrolem. Po porozumieniu w Schärding w 1369 miasto zostało oddane Bawarii. W dniu 30 czerwca 1504 Kitzbühel zostało włączone ponownie do Tyrolu. Gdy cesarz Maksymilian I Habsburg podbił Kitzbühel i Kufstein, przejął pod swoją władzę urzędy administracyjne w Kitzbühel i tak pod koniec XVI wieku znalazły się pod władzą hrabiego Lamberga. W dniu 1 maja 1840 Kitzbühel zostało włączone do państwa austriackiego.
Wojny w XVIII i XIX wieku nie dotknęły miasta, ale niektórzy mieszkańcy uczestniczyli w buncie przeciwko Napoleonowi. Kitzbühel jeszcze raz stał się częścią Bawarii po pokoju w Preszburgu, a ponownie połączył się z Tyrolem po upadku Napoleona, na Kongresie wiedeńskim. Cesarz Franciszek Józef ostatecznie rozwiązał wątpliwości związane z konstytucją, a ponadto rozpoczął budowę linii kolejowej Salzburg-Tyrol (Salzburg-Tiroler-Bahn) która została ukończona w 1875 roku i dzięki której w mieście rozkwit handel i przemysł. W czasie I i II wojny światowej w Kitzbühel nie toczyły się walki zbrojne.

## Zabytki
W mieście znajduje się zabytkowy kościół katolicki z 1603 roku.

## Turystyka i sport

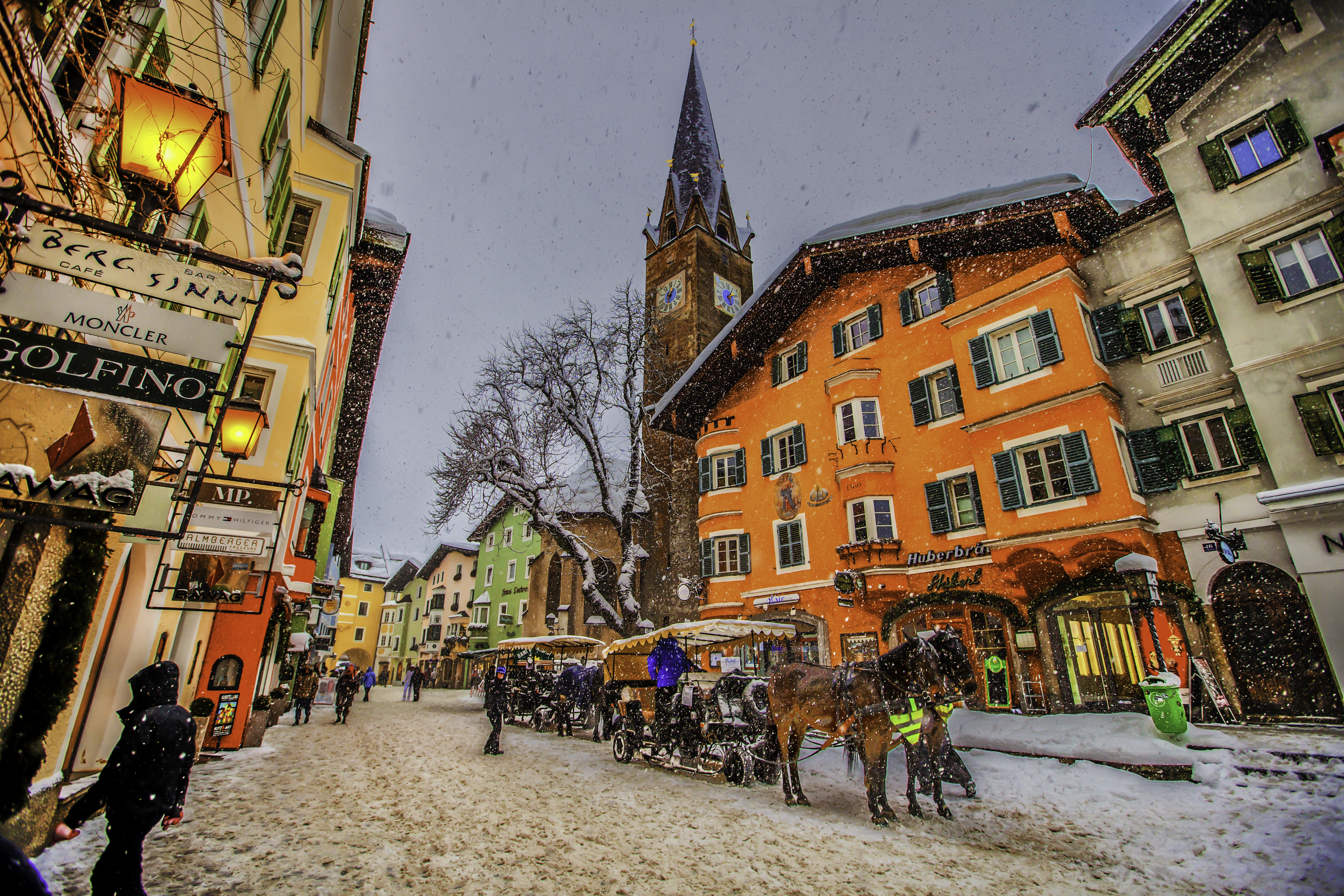
Główny deptak miasta

Kitzbühel jest stolicą ogromnego ośrodka narciarstwa alpejskiego: Mittersill – Pass Thurn – Jochberg – Kitzbühel – Kirchberg in Tirol – Aschau im Zillertal. Wokół miasta znajduje się 230 wyciągów. Położone między dwoma górami: Hahnenkamm (od południa; 1712 m n.p.m.) oraz Kitzbüheler Horn (od północy; 2001 m n.p.m.). Na zboczu Hahnenkamm co roku odbywa się tu Puchar Świata w narciarstwie alpejskim mężczyzn, słynącym z najtrudniejszej trasy do narciarstwa alpejskiego która nazywa się Streif. Latem w mieście odbywa się także turniej tenisowy ATP World Tour na korcie ziemnym. W 2007 i 2008 roku odbywały się zawody w triathlonie na pobliskim jeziorze Schwarzsee.
Miasto słynie także z:
- najbardziej stromej trasy narciarskiej w Alpach o nachyleniu do 70° - Direttissima (Nartostrada nr 38)
- trasy o największej różnicy wzniesień na świecie (start: 1938 m n.p.m.; koniec: 800 m n.p.m.) – Pengelstein

Od 1910 w mieście działa klub hokeja na lodzie EC Kitzbühel.

## Kultura
Kitzbüheler Alpenrallye – coroczny festiwal zabytkowych samochodów, po raz pierwszy zorganizowany w 1988 roku.
W 2004 roku Kitzbühel gościło u siebie międzynarodową wystawę United Buddy Bears.

## Transport
Kitzbühel jest połączone drogą krajową B161, która łączy St. Johann in Tirol z Mittersill, droga ta krzyżuje się z drogą krajową B170, która wiedzie do Wörgl.
Stacje kolejowe w mieście: Kitzbühel, Hahnenkamm i Schwarzee obsługuje linia kolejowa Salzburg-Tiroler-Bahn. Większość głównych pociągów zatrzymują się na stacji w Worgl, a pociągi ekspresowe (REX) zatrzymują się na stacji kolejowej i przystanku Hahnenkamm. Obok stacji kolejowej jest również główny dworzec autobusowy z połączeniami do Lienzu i Wörgl.
Kolejka 3S – kolejka linowa łącząca ze sobą obszary narciarskie w Kitzbühel i Jochberg, otwarta w styczniu 2005 r. Jej długość wynosi 3642 metrów; trasę tę pokonuje się w dziewięć minut. W najwyższym punkcie kolejka porusza się na wysokości 400 metrów nad ziemią. Do konstrukcji kolejki zastosowano tylko jeden słup nośny, co spowodowało rozstaw lin o długości 2507 metrów pomiędzy stacją dolną. Koszt budowy wyniósł 13.500.000 mln euro, a każda kabina wart jest 100.000 euro. Kolejka została wyprodukowana przez firmę Doppelmayr/Garaventa-Gruppe. Liny w kolejce tej mają zaledwie 54mm średnicy. Moc silników wynosi 400 kW. Kolejka posiada 19 kabin pasażerskich, choć w razie potrzeb w przyszłości będzie możliwe podwieszenie aż 24 kabin. Każda kabina mieści 24 osoby, dzięki czemu kolejka jest w stanie wywieźć na szczyt 3200 osób na godzinę. Jedna kabina posiada szklaną podłogę, dzięki której można podziwiać Kitzbühel z wysokości 400 m.

## Osoby

### urodzone w Kitzbühel
- Peter Aufschnaiter (1899–1973), geograf i alpinista
- Karl Wilhelm von Dalla Torre (1850-1928), botanik i entomolog
- Markus Gandler (1966), narciarz biegowy
- Christl Haas (1943-2001), narciarz alpejski
- Ernst Hinterseer (1932), narciarz alpejski
- Hansi Hinterseer (1954), narciarz alpejski i piosenkarz
- Georg Hochfilzer (1937), dyrektor Hotelu Bristol w Wiedniu
- Matthias Leitner (1935), narciarz alpejski
- Andreas Molterer (1931), narciarz alpejski
- Toni Sailer (1935-2009), narciarz alpejski
- Roman Strobl (1951), austriacki rzeźbiarz
- Klaus Sulzenbacher (1965), kombinat norweski
- Lisa Theresa Hauser (1993), biathlonistka

### związane z miastem
- Jörg Jaksche (1976), kolarz
- Alfons Walde (1891-1958), ekspresjonista malarz i architekt

## Współpraca
Miejscowości partnerskie:
- Bad Soden am Taunus, Niemcy
- Greenwich, Stany Zjednoczone
- Rueil-Malmaison, Francja
- Sterzing, Włochy
- Sun Valley, Stany Zjednoczone
- Yamagata, Japonia